# Ràng ràng xanh
Ràng ràng xanh hay ràng ràng đá (danh pháp hai phần: Ormosia pinnata) là một loài thực vật thuộc họ Đậu (Fabaceae). Loài này được (João de Loureiro) Elmer Drew Merrill miêu tả khoa học đầu tiên.

## Mô tả
Là cây gỗ nhỡ (trung bình), gốc có bạnh vè, vỏ cây màu nâu vàng. Phân cành ngang. Cành non màu xanh. Có lá kèm sớm rụng, lá kép lông chim 1 lần lẻ, có từ 5-9 lá chét. Lá chét hình trái xoan thuôn dài, đầu lá nhọn, đuôi lá nêm rộng, kích thước lá chét rộng 3–6 cm, dài 10–17 cm.

## Hình ảnh

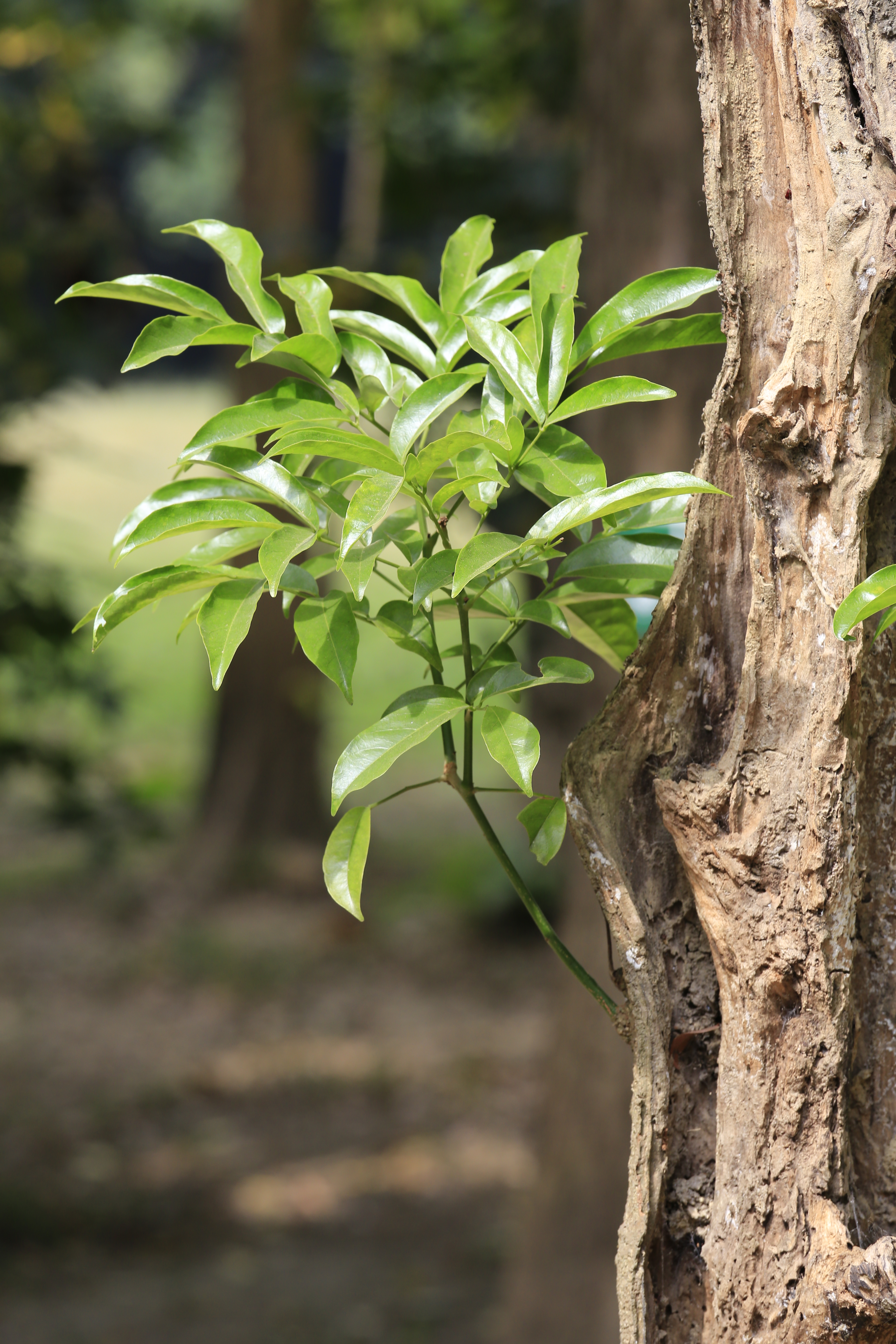

## Sử dụng
- Lấy gỗ củi
- Cải tạo đất
- Sản xuất gỗ dán